# Das Lied des toten Mädchens
Das Lied des toten Mädchens ist ein deutscher Fernsehfilm von Felix Herzogenrath aus dem Jahr 2021. Das Drehbuch von Anna Tebbe entstand nach dem Roman Das Lied der toten Mädchen von Linus Geschke. In den Hauptrollen spielen Lara Mandoki und Torben Liebrecht ein investigatives Journalistenduo – beide rollen zusammen auf eigene Faust einen ungeklärten Mordfall aus dem Jahr 1995 noch einmal auf. Der Film wurde am 6. November 2021 zur Hauptsendezeit in Das Erste erstmals im TV ausgestrahlt.

## Handlung
Im Herbst 1995 findet ein Spaziergänger die Leiche der Abiturientin Sonja Risse auf dem Wilzenberg im Sauerland. Das Mädchen liegt ermordet auf einer roten Bank am Waldsee. Am Tatort hat der Mörder eine Spieluhr zurückgelassen, auf der sich eine kleine Balletttänzerin dreht und die das Schlaflied Hush, Little Baby abspielt. Die Umstände des Verbrechens konnten damals aber leider nicht aufgeklärt werden – auch bezüglich der Spieluhr gab es keine Erkenntnisse, lediglich, dass Sonja so eine Spieluhr in ihrer Kindheit besessen und oft damit gespielt hatte.
25 Jahre später folgt die Journalistin Stefanie „Mütze“ Schneider dem Tipp eines Informanten, der sie in ein Parkhaus in Köln führt. Dort findet sie in einem Transporter die entkleidete Leiche eines Mannes (Andre Hoffmann) – neben ihm läuft wieder eine Spieluhr mit dem bekannten Schlaflied. Bei dem Opfer handelt es sich um einen „kleinen“ Zuhälter, der vor 25 Jahren im Sauerland aktiv war.
Für Stefanie ist dies bis dahin lediglich merkwürdig, da sie nichts von dem alten Mordfall im Sauerland weiß. Erst ihr Kollege Jan Römer erkennt die Melodie und sieht den Zusammenhang, da er damals als Nachwuchsjournalist über den spektakulären Mord im Sauerland berichtet hat. Ein Angebot, über die Fußball-WM zu berichten, ließ ihn den Fall dann aber wieder vergessen.
Beide Journalisten machen sich auf den Weg nach Wilzenbach, dem Wohnort des damaligen Opfers, um an weitere Informationen über das damalige Verbrechen zu kommen. Recht schnell stoßen die zwei auf Widersprüche und Unklarheiten, die damals anscheinend von der Polizei ignoriert wurden. Von Sonja Risses Mutter erfahren Römer und Schneider, dass Sonja nach ihrem Abitur einen Job als Bedienung angenommen und auch für einen Kölner Industriellen auf dem Wilzenberg als Zimmermädchen gearbeitet hatte – ein Ort, der einer Sage nach zu bestimmten Zeiten besser gemieden werden sollte. Auf die Frage, was ihrer Tochter damals zugestoßen sein könnte, antwortete Maria Risse: „Sie hat ihn herausgefordert, den Teufel.“ Um sich ein umfassendes Bild von dem Mädchen und dessen Lebensumständen zu machen, befragen Römer und Schneider weitere Wegbegleiter Sonjas, unter anderem ihren damaligen Lehrer Sebastian Waldheim, der nicht verhehlt, große Stücke auf Sonja gehalten zu haben. Dabei erfahren sie, dass Sonjas Job im Gasthaus nicht nur der einfachen „Bedienung“ gewesen war, sondern dass sie auch, gemeinsam mit zwei Freundinnen, als Begleiterin für besondere Gäste gearbeitet hatte. Allerdings hatte Sonja seit kurzem einen Freund gehabt, dem diese Beschäftigung nicht gefallen haben konnte. Stefanie stellt daher lakonisch fest: „Man tötet, was man liebt.“
Die Nachforschungen der Journalisten bleiben nicht lange unbemerkt. Schon bald taucht vor Ort der Verfassungsschutzbeamte Edmund Münch auf. Auch er scheint in den Fall persönlich involviert zu sein und lässt nach einem Thomas Sonnefeld fahnden, der vor kurzem aus einem Zeugenschutzprogramm nach Deutschland zurückgekehrt sein soll.
Derweil bekommen Sonjas Freundinnen von damals, Rebecca und Anne, mysteriöse Botschaften eines Unbekannten: eine kleine Spieluhr mit einer Ballerina. Auch wird während dessen Abwesenheit in Römers Kölner Wohnung eingebrochen.
Gemeinsam mit Schneider findet Römer heraus, dass Sonja, Rebecca und Anne bei ihrer Sonderbeschäftigung vermutlich in einem „Safe House“, einer Jagdhütte auf dem Wilzenberg, in der normalerweise gefährdete Personen untergebracht werden sollten, gearbeitet hatten. Diverse Indizien deuten darauf hin, dass Sonja mit einem, dort kurzzeitig versteckt gehaltenen, Informanten des Verfassungsschutzes ins Ausland gehen wollte, weil sie sich in ihn verliebt hatte. Römer und Schneider versuchen zur Untermauerung ihrer Vermutung die Hütte zu finden. Dies wird ihnen erleichtert, weil sie kurz vor dem gesuchten Ziel die Melodie der Spieluhr vernehmen. Noch vor der Hütte spricht sie plötzlich jemand von hinten an und beglückwünscht sie, den Weg zu ihm gefunden zu haben. Es ist Thomas Sonnefeld, der sie mit gezogener Pistole nötigt, in die Hütte einzutreten. Dort treffen sie auf den gefesselten Edmund Münch. Sonnefeld behauptet, Münch sei der Mörder von Sonja, was Römer jedoch nicht nachvollziehbar erscheint. Nachdem sich Münch befreien kann und flüchtet, stürzt er in eine Schlucht. Obwohl Sonnefeld anscheinend bekommen hat, was er gewollt hatte, hat Römer Zweifel, dass der Fall damit geklärt ist. Etwas scheinen sie außer Acht gelassen zu haben und sie suchen noch einmal Sonjas Lehrer auf. Dieser erklärt, für Sonja damals alles geregelt und sogar einen Studienplatz besorgt zu haben. Seiner Meinung nach hätte sie alles werden können, aber stattdessen wollte sie alles aufgeben, um mit „diesen Terroristen“ ins Ausland zu gehen. Römer schaut Waldheim intensiv an und fragt ihn: „Waren Sie schon einmal verliebt?“, woraufhin Waldheim schuldbewusst seinen Blick senkt.
Waldheim wird als dringend Tatverdächtiger von der Polizei festgenommen und die beiden Journalisten treten die Heimfahrt an, um ihre Story zu schreiben.

## Hintergrund
Die Dreharbeiten zu Das Lied des toten Mädchens fanden im Zeitraum vom 22. Oktober bis zum 22. November 2019 unter dem Arbeitstitel Das Lied der toten Mädchen hauptsächlich an Drehorten im Sauerland (u. a. in  Winterberg, Grafschaft, Meschede und an den Bruchhauser Steinen) sowie in Korbach und Köln statt. Die Ansicht des Ortes Wilzenbach, die im Film gezeigt wird, zeigt die international bekannte Altstadt von Freudenberg mit ihren Fachwerkbauten im Kreis Siegen-Wittgenstein. Obwohl in den meisten Presseberichten stets von Wilzenberg auch als fiktivem Ort geschrieben wird, steht auf dem Ortsschild Wilzenbach. Bei ersterem handelt es sich um den dort befindlichen Berg, der auch als Schauplatz der Handlung fungiert.
Ursprünglich entstand der Film im Auftrag von Sat.1 durch die all-in-production GmbH aus München. Im weiteren Verlauf der Produktion erfolgte eine Abwicklung und Übergabe zur ARD-Degeto.
Für den Ton zeichnete Hank Trede verantwortlich, für das Szenenbild Thomas Schmid, für das Kostümbild Eva Kantor und für die Maske Jutta Dinges sowie Melanie Schneider. Die Kamera führte Stephan Wagner.

## Rezeption

### Einschaltquoten
Die Erstausstrahlung von Das Lied des toten Mädchens wurde in Deutschland am 6. November 2021 von 3,94 Millionen Zuschauern gesehen und erreichte damit einen Marktanteil von 12,0 Prozent für Das Erste. Aus der Zielgruppe der 14- bis 49-jährigen Zuschauer sahen sich 0,41 Millionen den Film an, was einen Marktanteil von 4,5 Prozent entsprach.

### Kritik
In ihrer Filmkritik auf tittelbach.tv vergab Martina Kalweit nur 3,5 von 6 möglichen Sternen für den Film. Sie zeigte sich enttäuscht („Schade“) über den Krimi, der mit „allzu vertrauten Zutaten“ daherkomme und obendrein ein zu „profanes Mord-Motiv“ biete: „Im dichten TV-Krimiwald braucht es Leuchtraketen statt Parka & Mütze“.
Oliver Alexander von Quotenmeter.de meinte: Es sieht „nicht viel anders aus als wenn Polizisten an Tatorten herumstolpern, die Hinterbliebenen befragen und sich unter schlecht ausgedachten Finten Zugang zu allerhand Privaträumen verschaffen. Die Idee, dass hier einmal Investigativredakteure ermitteln und eben keine professionellen Kommissare von der Polizei, vermag daher keinen neuen Reiz zu schaffen. [...] Was hingegen ziemlich gut gefällt, ist die Dynamik dieses Ermittlerpaares: Nicht nur machen Torben Liebrecht und Lara Mandoki auf dem Bildschirm eine sehr gute Figur; auch die Charaktere sind interessant geschrieben und kommen ohne schon zu oft dargestellte Plattitüden aus.“
Bei Prisma.de schrieb Elisa Eberle: Es ist „eine interessante Prise Grusel, die sich zur sonst profanen Krimihandlung mischt. Am Ende ist es fast ein wenig enttäuschend, dass kein mystisches Wesen, sondern der allzu irdische Verfassungsschutz in die Morde verwickelt zu sein scheint. Doch sei's drum: Dank der nebligen Naturkulisse, vor welcher "Das Lied des toten Mädchens" spielt, gelingt es Regisseur Felix Herzogenrath nichtsdestotrotz die mystische Atmosphäre bis zum überraschenden Finale aufrechtzuerhalten.“
Oliver Armknecht von film-rezensionen.de urteilte: „Der Anfang des Films macht auf jeden Fall neugierig. Dass dieser den Fund einer Leiche beschreibt, gehört noch zum Standard des Genres. Da muss praktisch immer irgendjemand tot sein, damit die Geschichte loslegt. Wenn diese Leiche aber entkleidet ist und jemand eine Spieluhr daneben gelegt hat, dann ist das durchaus etwas ungewöhnlicher.“ „Der Sprung vom aktuellen zum alten Fall ist dabei aber recht konstruiert. Sich 25 Jahre später spontan an die damalige Melodie zu erinnern, das muss man schon glauben wollen. Auch später legt Das Lied des toten Mädchens nicht so den wahnsinnig großen Wert auf Glaubwürdigkeit. Sowohl bei den Ermittlungen wie auch dem Verhalten der Figuren sollte man das eine oder andere Auge zudrücken wollen. [...] Der Fall an sich ist dabei jedoch weniger vielversprechend für weitere Teile. Selbst wenn man über die angesprochene eher geringe Glaubwürdigkeit hinwegsieht, ist ‚Das Lied des toten Mädchens‘ nicht unbedingt das große Krimi-Highlight. Formal erfüllt der Film die Anforderungen, die man ein solches Werk hat.“